# 191
Het jaar 191 is het 91e jaar in de 2e eeuw volgens de christelijke jaartelling.

## Gebeurtenissen

### China
- De tiran Dong Zhuo wordt door een coalitie van krijgsheren en edelen uit de hoofdstad Luoyang verdreven. Met zijn uittocht ontvoert hij keizer Han Xiandi naar Chang'an.
- Cao Cao, krijgsheer van het keizerlijke leger, zet de achtervolging in tegen Dong Zhuo, maar wordt verslagen door zijn lijfwacht onder bevel van Lü Bu.

## Geboren
- Gordianus II, medekeizer van het Romeinse Keizerrijk (overleden 238)